# Jacques Courtois (ventriloque)
Pour les articles homonymes, voir Jacques Courtois et Courtois.
Jacques Courtois, né le 5 avril 1928 à Calais, est un ventriloque français.

## Biographie
Il est popularisé grâce à ses marionnettes Omer, le Canard et le chien Hercule. Après les cabarets rive-gauche, il débute à la télévision dans l'émission de Jean Nohain, 36 chandelles, où il crée un mini-scandale avec un sketch dans lequel est évoqué le nom du général de Gaulle. Lors d'une tournée avec Nohain, Courtois rencontre le pionnier de la musique électronique Jean-Jacques Perrey, qui accepte de devenir son pianiste accompagnateur ; il est ainsi le premier artiste français de scène à utiliser ce nouveau type de musique dans ses spectacles. Parmi ses nombreuses apparitions dans les émissions de Jean Nohain, il y a surtout l'émission Le Petit Chapiteau de la télévision, coproduite avec Gabrielle Sainderichin. Le Petit Chapiteau circulait chaque saison d'été sur les plages de Dunkerque à Biarritz et produisait soixante spectacles chaque année. Il produit ensuite ses propres émissions dont la célèbre Et avec les oreilles que savez-vous faire ?, consacrées uniquement aux artistes visuels. Il participe aussi à de nombreuses émissions animées par Guy Lux. 
Il anime l'arbre de Noël de l'Élysée sous le président René Coty. Reçu par le général de Gaulle, il se voit confier l'organisation de l'arbre de Noël de la présidence de la République (ainsi que sous les présidents Georges Pompidou et Valéry Giscard d'Estaing).
Jacques Courtois ne s'est jamais considéré comme un « ventriloque ».
Il cesse toute activité artistique mai 1975, pour se retirer jusqu'en 1983 sur un îlot jusqu'alors désert des Maldives, Vadoo, où il crée un centre de plongée sous-marine. Marié à Claudine de la Rivière « pour des raisons caritatives », il vit actuellement en Thaïlande, à Pattaya, où il est propriétaire d'un music-hall.